# 레꽝찌
레꽝찌(베트남어: Lê Quang Trị / 黎光治 려광치, 1509년 ~ 1516년)는 대월 후 레 왕조의 비정통 황제(재위: 1516년)이다. 후 레 왕조에서 두 번째로 폐위되었고 재위기간이 가장 짧은 황제이다. 레 양익제의 동생 목의왕(穆懿王) 레조아인의 아들이다.

## 생애
1516년, 권신 찐주이산이 양익제를 죽이고 레꽝찌를 옹립하였다. 재위한 지 3일만에 응우옌호앙주가 동도(東都) 탕롱을 공격하자 찐주이다이가 그를 납치하여 서도(西都) 타인호아(淸化)로 갔다. 이후 찐주이산이 탕롱에서 새로 레 소종을 옹립하였고, 오래지 않아 찐주이다이가 레꽝찌를 죽였다.